# Josef Jelinek (Politiker, 1864)

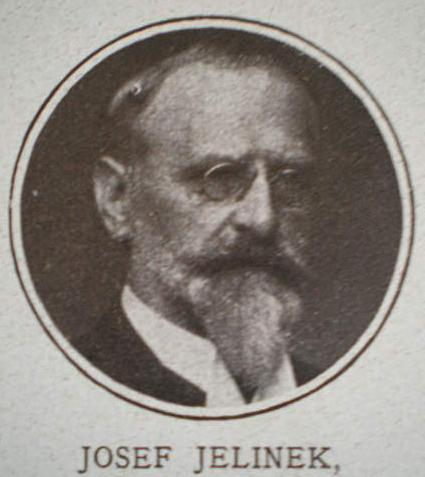
Josef Jelinek

Josef Jelinek (geboren 18. Januar 1864 in Groß Seelowitz, Österreich-Ungarn; gestorben  22. Mai 1934 in Brünn) war ein tschechoslowakischer Abgeordneter der deutschen Minderheit. 

## Leben
Jelinek arbeitete als Baumeister in Brünn und ab 1894 Bauunternehmer. Er hatte zahlreiche öffentliche Ämter inne. Von 1899 bis 1918 war er Abgeordneter im Mährischen Landtag, von 1905 bis 1907 vertrat er zusätzlich die Brünner Handels- und Gewerbekammer im österreichischen Reichsrat. Von 1907 bis 1922 war er daneben stellvertretender Landeshauptmann von Mähren.
Nach dem Ersten Weltkrieg wurde Jelinek 1920 in den Tschechoslowakischen Senat gewählt (bis 1925). Von 1923 bis 1927 hatte er zusätzlich den Posten des Präsidenten des mährischen Gewerbevereins inne und seit 1922 saß er geschäftsführend im Vorstand der Deutsch-demokratischen Freiheitspartei. 1929 wurde er als Abgeordneter der Deutschen Arbeits- und Wirtschaftsgemeinschaft ins tschechoslowakische Abgeordnetenhaus gewählt.
Josef Jelinek war mit Maria Jelinek, einer aus Dänemark stammenden Opernsängerin, verheiratet. Seine Tochter war die Malerin Margaret Jelinek.